# Horti Aciliorum
Die Horti Aciliorum („Gärten der Acilier“) waren neben den Gärten des Lucullus die zweite große antike Gartenanlage auf dem Pincio im Norden der Stadt Rom. 

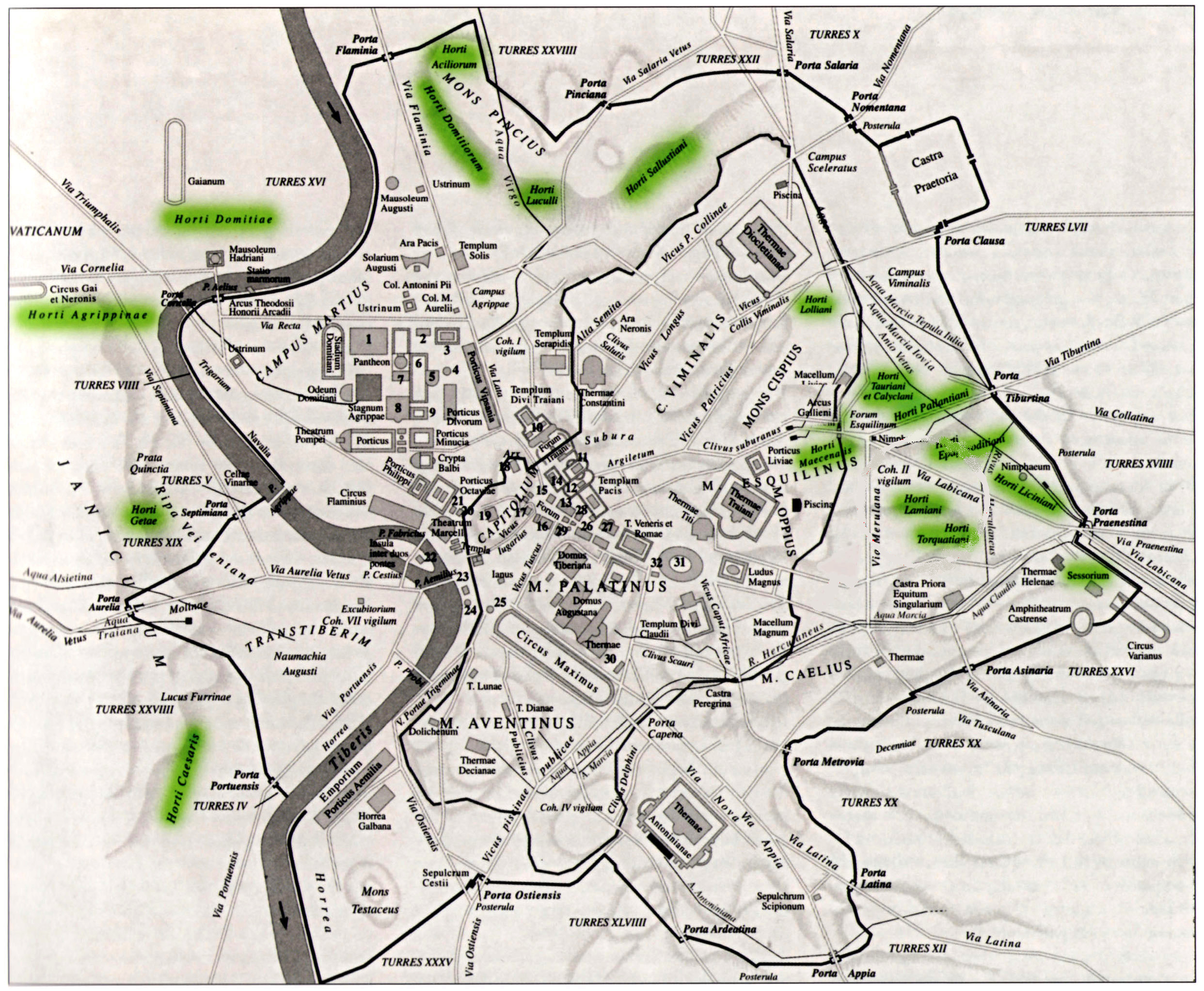
Gärten (horti) im antiken Rom. Die Horti Aciliorum im Norden.

Die Gärten stellten in der antiken Stadt Rom eine Neuanlage oder Ergänzung der Gärten des Lucullus im 2. Jahrhundert n. Chr. dar, nachdem das Gebiet in den Besitz der Acilii Glabriones gelangte. Die exakte Ausdehnung der Gärten ist unbekannt, allerdings zeigen Funde, dass sie sich östlich bis zur Porta Pinciana und von der Kirche Santa Trinità dei Monti über die Hänge des Hügels hinaus bis auf das Gebiet der Villa Borghese erstreckt haben könnten.
Im 4. Jahrhundert gehörte die Anlage dem Geschlecht der Pincier und dann Anicia Faltonia Proba und ihrem Mann Petronius Probus. Hiernach kam sie in kaiserlichen Besitz.
Im Norden, Westen und Osten waren die Gärten von Stützmauern umgeben, die entlang den Abhängen des Hügels errichtet wurden. Die Mauern im Osten und Norden wurden in die Aurelianische Mauer integriert und teilweise neu errichtet. Das ursprüngliche Mauerwerk bestand aus opus reticulatum in aufragenden Arkaden mit massiven Pfeilern. Etwas nördlich der Trinità dei Monti befand sich ein großer Halbkreis in der Stützmauer, der sich nach Westen öffnete. Treppenfluchten führten hier auf das untere Geländeniveau. Nahe dem modernen Casino der Villa Borghese befand sich ein Wasserbecken.

## Weblink
- Samuel Ball Platner, Thomas Ashby: Horti Aciliorum. In: A Topographical Dictionary of Ancient Rome. Oxford University Press, London 1929, S. 264.

Koordinaten: 41° 54′ 45″ N, 12° 29′ 11″ O